# Princess Fatma Al-Zahra' Palace

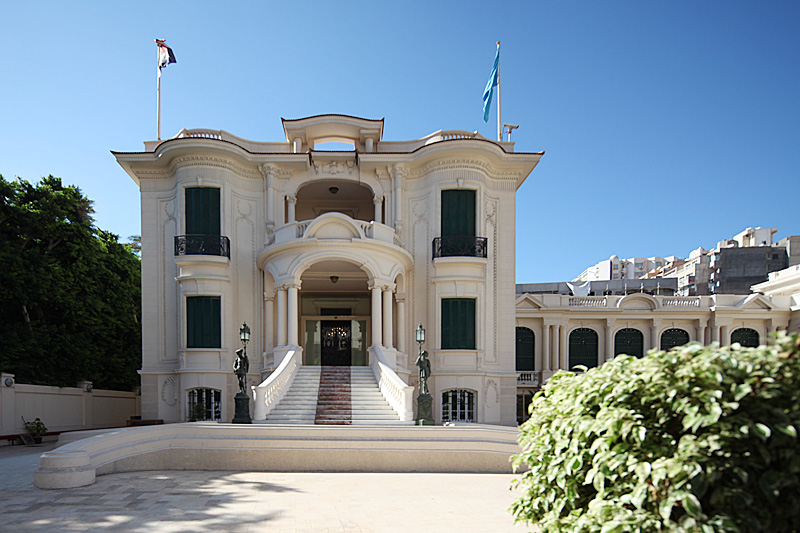
Linker Flügel des Museums der Juwelen der Königlichen Familie, Palast der Fatima az-Zahra'

Das Princess Fatma Al-Zahra' Palace (arabisch متحف المجوهرات الملكية, DMG matḥaf al-muǧauharāt al-malakīya) ist ein Palais im Stil des Eklektizismus in Alexandria, Ägypten.

## Geschichte

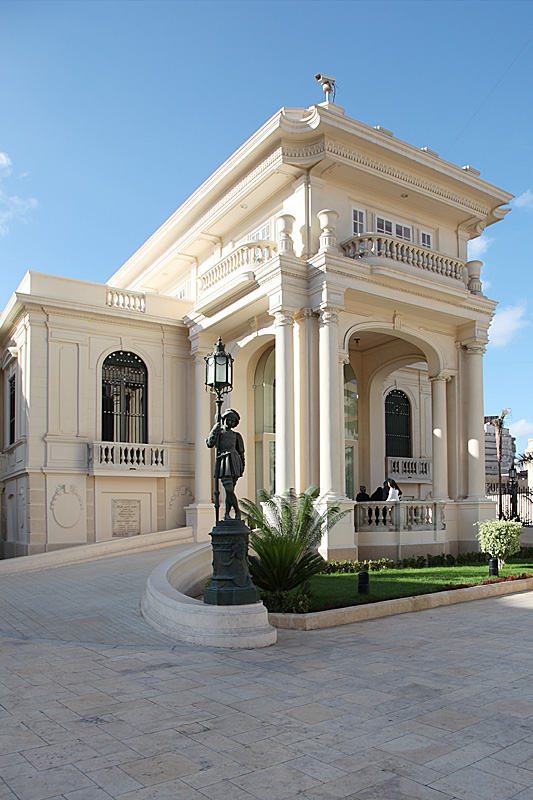
Rechter Flügel des Palastes

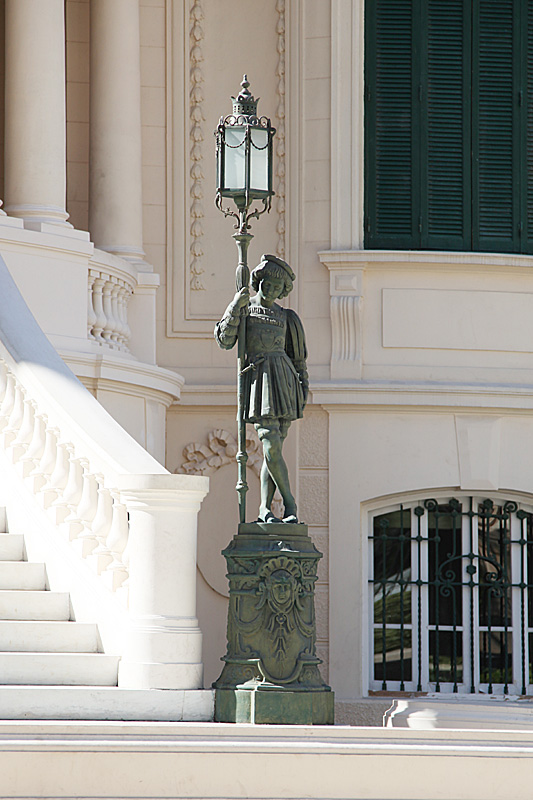
Laterne am Museumseingang

Der Palast mit der Adresse 27 Ahmad Yehyia Pasha Street, Zezeniya, wurde unter Zeinab Fahmy, der Mutter der Prinzessin, von 1919 bis 1923 nach Plänen des Architekten Antonio Lasciac errichtet. Die gläsernen Brücken, mit denen der Bau ausgestattet ist, wurden von einer Frankfurter Firma hergestellt.
Der Palast beherbergt heute das Royal Jewelry Museum, in dem die Juwelen der Königlichen Familie Muhammad Ali Pashas ausgestellt sind. Es wurde am 24. Oktober 1986 eingeweiht und nach jahrelangen Renovierungsarbeiten im April 2010 von Suzanne Mubarak wiedereröffnet. Das Museum beherbergt in 31 Räumen 689 Ausstellungsstücke. In einem Reiseführer aus den 2000er Jahren wurden die Sammlung und das Haus folgendermaßen beschrieben: „The best thing about the museum was the villa that housed it, with its painted glass windows and gloriously tiled bathrooms [...] The jewelry collection, an odd and charming mix of diamond-studdet tools, watches, miniatures, and medals, and some exquisite coffee cups, felt like the stuff that nobody could be bothered to take with them when the revolution came.“

### Ausstattung
Die Räume des Schlosses sind mit Gemälden von verschiedenen Mitgliedern der königlichen Familie  geschmückt. Wände und Decken zieren Ölgemälde mit Engeln und Landschaften. Die Glasfenster zeigen Szenen einer Liebesgeschichte vom ersten Treffen zweier Liebender bis zu deren Heirat. Die Badezimmer im Obergeschoss sind mit kunstvollen bunten bemalten Fliesen bestückt. Die Renovierungskosten beliefen sich auf 50 Millionen ägyptische Pfund.

## Fatma Al Zahra'
Fatma Al Zahra' war die Tochter von Zeinab Fahmy und Ali Heidar Shannassi, eines Nachfahren von Muhammad Ali Pasha. Sie war unter dem Namen Fatma Heidar bekannt, und ihre Initialen „FH“ sind an vielen Stellen des Palastes zu finden. Fatma Al-Zahra' heiratete 1930 Mohamed Fayik Yeghen Bek, und sie hatten zusammen drei Kinder: Fadel und die Zwillinge Fayez und Faiza. Nach dem Staatsstreich von 1952 verließ die Familie Alexandria und zog nach Marseille, wo Fatma Al Zahra' verstarb.